# Бързи и яростни
„Бързи и яростни“ (на английски: The Fast and the Furious) е американски пълнометражен игрален филм от 2001 г., режисиран от Роб Коен и продуциран от Нийл Х. Мориц. Сценарият е дело на Гари Скот Томас и Дейвид Айър. В лентата участват актьорите: Пол Уокър, Вин Дизел, Мишел Родригес, Джордана Брустър, Рик Юне, Чад Линдбърг, Джони Стронг и Тед Ливайн.
Филмът е първата част от поредицата пълнометражни филми „Бързи и яростни“. Историята се върти около младия полицай под прикритие Брайън О'Конър, който е натоварен със задачата да спре неизвестна група обирджии, които действат с помощта на високоскоростни спортни автомобили. Концепцията за филма е вдъхновена от статия озаглавена „Racer X“, публикувана в американското списание „Vibe“ от журналиста Кен Ли. Тема на статията са уличните гонки с коли в Ню Йорк. „Бързи и яростни“ е снимана главно в този град и от части в Южна Калифорния и Нова Англия.
Екшън лентата пожънва финансов успех, но получава различни отзиви от критиката. Критиците приветстват играта на Уокър и Дизел, чийто участие в „Бързи и яростни“ им печели световна слава и признание. Режисурата и сценария не са особено критикувани, като някои ги оприличават на лошо копие на екшъна от 1991 г. „Точка на пречупване“. Филмът е преиздаден на 22 юни 2016 г. по случай 15-а годишнина на поредицата. Продължение на лентата е „Бързи и яростни 2“ от 2003 г. До 2017 г. излизат още шест пълнометражни филма и няколко късометражни.

## Сюжет
Внимание:  Текстът по-долу разкрива сюжета на произведението (или части от него)!
На доковете, разположени извън Лос Анджелис, полуремарке е натоварено със стока електроника. По пътя камиона е похитен от три силно модифицирани „Хонда Сивик“, боядисани в черно и с неонови светлини под тях. Един от шофьорите на колите изстрелва кука, с която разбива предното стъкло на ремаркето и влиза в кабината. Успява да упои водача на камиона и взима управлението в свои ръце.
На следващия ден полицаят под прикритие от Полицейското управление на Лос Анджелис Брайън О'Конър получава задачата да намери бандата, отговорна за похищението. Хваща се на работа в магазин за автомобилни части, за да се внедри в местната сцена на улични автомобилни гонки. Докато посещава близката закусвалня, между него и мъж на име Винс избухва конфликт, заради собственика на заведението Мия Торето. Двамата са разтървани от Доминик „Дом“ Торето – брат на Мия и един от най-популярните улични състезатели. Дом успокоява своя приближен Винс и заплашва Брайън с уволнение.
Вечерта уличните състезатели се събират. Брайън пристига със соята кола „Митсубиши Еклипс Джи Ес“ от 1995, а Доминик с „Mazda RX7“ от 1993 г. Местният букмейкър Хектор и Дом организира състезание между три автомобила, между които и този на Торето. Брайън се включва в надпреварата, като залага личната си кола. Двигателят на Мицубишито едва не се взривява по време на гонката. Доминик завършва с малка преднина пред Брайън. Сборището се разтурва набързо, след като е обявено, че полицията пристига. Дом е притиснат от една патрулка, но Брайън го спасява. Двамата обаче навлизат в територията на Джони Тран – лидер на виатнамска банда мотоциклетисти и стар противник на Дом. Тран и неговия братовчед Ланс взривяват Мицубишито.
О'Ковър е притиснат от управата да ускори разследването. Той докарва на Торето „Тойота Супра“ от 1995 в грохнало състояние, но с перфектен двигател. Доминик наема младежът да поправи колата и да участва в предстоящите „Войни на скорост“ – състезание, което ще се проведе в пустинята. Винс приема с раздразнение новия член на бандата, особено когато го вижда как се сближава с Мия. Междувременно Брайън започва да провежда разследване. Подозренията му падат върху Хектор и Тран. Докато разследващият проверява возилата на първия, той е хваната от Винс и Дом, които искат обяснение от него: дали е ченге? О'Конър успява да ги убеди, че проверява колите на съперниците преди голямата гонка. Тримата отиват с хамбара на Тран, където полицаят забелязва кашони с плеъри.
Извършен е втори подобен обир и полицията на Лос Анджелис арестува бандата на Тран. Оказва се, че плеърите са закупени легално и обвиняемите са пуснати. Разследващите дават 36 часа на О’Конър, за да хване истинските престъпници или ще е уволнен. Във „Войни на скорост“ Джеси – друг приближен на Доминик, – загубва от Тран и отпрашва нанякъде с автомобила си. Между Торето и виатнамеца избухва побой, след като втория го обвинява, че го е натопил на полицията. Вечерта Брайън признава на Мия, че е под прикритие, и я убеждава да спрат бандата на Торето, която същата вечер се готви за друг обир.
Доминик, Винс, приятелката на Торето Лети, и другият от групата Леон, се готвят да направят своя последен удар. Обирът се усложнява когато шофьора на полуремаркето открива огън по тях. Винс увисва на въжето пред кабината на камиона. Торето се опитва да му помогне, но колата му пострадва сериозно от гилзите. Автомобилът на Лети се обръща. Брайън и Мия пристигат на помощ и успяват да спасят Винс. Пострадалият се нуждае от спешна медицинска помощ. О'Конър се обажда на полицията, с което издава, че е ченге. Торето избягва с останалите.
Брайън отива пред дома на Доминик. След него пристига и Джеси, съжаляващ, че е избягал. Те са засечени от Тран и Ланс на мотори. Двамата откриват огън и убиват Джеси. Дом и О'Конър тръгват по петите им. Ланс катастрофира, а Тран е прострелян от Брайън. О'Конър и Торето се изправят един срещу друг в гонка, която завършва с преобърнатата кола на Доминик. Въпреки това Брайън дава ключа на пострадалия и той избягва с неговия автомобил.
Сцената след финалните надписи дава Торето в „Chevrolet Chevelle“ от 1970 г., каращ в Баха Калифорния, Мексико.

## Актьорски състав
- Вин Дизел като Доминик Торето – професионален уличен състезател и лидер на банда обирджии, които похищават тирове, натоварени със стока. От обирите Торето докарва своите основни доходи, с които да поддържа личните си автомобили. Той притежава „Mazda RX-7“ от 1993 г. и има в гаража си направен по поръчка „Dodge Charger“ от 1970 г. Доминик живее заедно със своята сестра Мия. Баща му е бил пистов състезател, загубил живота си по време на състезание, заради друг пилот на име Кени Линдер. Колата на бащата на Доминик се разбива в стената и изгаря. След седмица Торето се вижда с Линдер и го пребива с гаечен ключ. Заради това свое деяние на Доминик му е забранено до живот да участва като професионален състезател. Линдер става разсилен в една гимназия, който всеки ден ходи на работа с автобус.
- Пол Уокър като Брайън О'Конър – полицай от Полицейско управление на Лос Анджелис, изпратен от ФБР да открие и залови групата похитители на тирове, с което може да спечели значка за детектив. Работи почасова работа в магазина за автомобилни части „The Racer's Edge“, собственост на Хенри. Тази работа му служи като свръзка с местната сцена на улични гонки. О'Конър успява да се сближи с Доминик, след като го спасява от арест. Между лидера и полицаят под прикритие изниква доверие и приятелски отношения. Брайън се влюбва в сестрата на Торето Мия, което го кара да се отнесе с известна симпатия към престъпната банда. Между него и Винс съществува конфликт, заради Мия. Първоначално О'Конър кара „Mitsubishi Ecilpse GSX“ от 1995, след това червен „Ford Lightning“ и по-късно оранжева „Toyota Supra MK IV“ от 1995 г.
- Джордана Брустър като Мия Торето – сестра на Доминик, която впоследствие се превръща в приятелка на Брайън. Още от самото начало тя е привлечена от него. Винс също я сваля, от което изникват дразги между него и ОꞌКонър. Мие не одобрява незаконната дейност на своя брат и бе искала той да започне нов живот. Седи далеч от престъпленията и не участва в бандата на Торето. Тя държи малка закуствалня, в която обикновено се среща групата на Дон. Мия е добър шофьор и кара „Acura Integra“ от 1994 г. в морскосин цвят.
- Мишел Родригес като Летисия „Лети“ Ортиз – приятелка на Дом и част от престъпната му банда. Живяла с Торето на една и съща улица и винаги привлечена от нея. Когато става на 16 Доминик също е привлечен от нея. Лети е мъжко момиче, израснало по улиците, което знае много за суровия живот. Тя е ловък механик и шофьор. Кара тъмночервен „Nissan 240SX“ от 1997 г.
- Рик Юн като Джони Тран – главния противник на Доминик и лидер на виатнамска банда от Малкия Сайгон. Първоначално той е главния заподозрян от Брайън в обирите на тирове. Обикновено Тран и неговия братовчед Ланс карат мотоциклети, но той разполага и с черна „Honda S2000“ от 2000 г. Тран идва от изключително заможно семейство и в досието си има само леки престъпления. В края на филма той убива Джеси и впоследствие е застрелян смъртоносно от Брайън.
- Чад Линдберг като Джеси – приятел на Доминик, част от престъпната му банда. Отраства на улицата и е доведен от Леон в групата. Бащата на Джеси е стар приятел на Том и излежава присъда в затвора. Момчето е добро в математиката и алгебрата, но страда от ХРНВ, което го кара да напусне средното училище. С широки познания по компютрите и автомобилните двигатели, той се води мозъкът на бандата и взима участие като шофьор в обирите. Джеси се надбягва с „Volkswagen Jetta“ от 1995 г., собственост на баща му. Момчето е убито в края на филма от Тран.
- Мат Шулц като Винс – приятел на Доминик от детството. Отраства с Дом и Леон. Груб и недодялан. Поддържа реномето си на мачо. Влюбен в сестрата на Торето, от което изниква непреязама му към Брайън. Подозира О'Конър, че е ченге. Той човекът в обирите, който влиза н кабината, упойва шофьора на тира и взима камиона в свои ръце. Кара „Nissan Maxima“ от 1999 г. В последното похищение Винс е ранен от един тираджия, спасен от Брайън и откаран в болницата. Предполага се, че след това избягва в Южна Америка, където се устройва в Рио де Женейро.
- Джони Стронг като Леон – приятел на Торето и още един член на бандата му. Отраства заедно с Винс. В обирите Леон играе ролята на човека, който прави началния удар – изстрелва първата кука, с която маха предното стъкло на кабината. Кара жълт „Nissan Skyline GT-R“ от 1995 г. След провала на последния обир, се предполага, че Джеси напуска Ел Ей.

Основният кастинг е попълнен от Тед Ливайн и Том Бери като Танер и Билкинс, съответно членове от екипа, които организира разследването и внедряването на Брайън под прикритие. Ноел Гъгълеми участва като Хектор – латиноамериканец, който организира уличните гонки. Музикантите Джа Рул и Ер Джей де Вера играят като Едуин и Дани – улични автомобилни състезатели. Вито Руджинис се превъплъщава н ролята на Хенри, информатор и собственик на сервиз, който помага с прикритието на О'Конър. Реги Лий е Ланс Нгуен – братовчед на Тран и негова дясна ръка. Нийл Х. Мориц и Роб Коен се включват в кастинга с камео роли.

## Продукция

### Разработка и заснемане
Режисьорът Роб Коен взима вдъхновение за направата на този филм, след като прочита статия в списание „Vibe“ за уличните гонки в Ню Йорк, и присъства на улично автомобилно състезание в Лос Анджелис. Преди лентата да бъде озаглавена „Бързи и яростни“, продуктът е носил името „Redline“. Роджър Кормък държи правата над първото заглавие. През 1955 г. Кормък създава филма „Бързи и ярости“ за Юнивърсъл, с което компанията разполага с името и е свободна да го даден на друг филмов продукт. И двете ленти са въртят около автомобилните състезания.
Продуцентът Нийл Х. Мориц, който преди е работил с Пол Уокър във филма „Братството“ (2000), дава на актьора сценария и му предлага ролята на Брайън О'Конър. Първоначално студиото казва на продуцентите, че дават зелена светлина на проекта ако успеят на убедят Тимъти Олифант да се превъплъти в ролята на Торето. Олифант, който предишната година е играл в блокбастъра „Да изчезнеш за 60 секунди“, също занимаващ се с темата бързи коли, отказва предложената роля. Вместо него Мориц предлага Вин Дизел. Дизел дотогава изпълнява предимно поддържащи персонажи във филмите, така че продуцентът трудно убеждава студиото да се спре на него.
Филмът е заснет основно в Лос Анджелис и от части в Южна Калифорния. Основните локации включват: стадион „Доджър“ (една от първите сцени, в която Брайън тества своя „Еклипс“ на паркинга), „Angelino Heights“, Силвър Лейк и Ехо Парк (кварталите, покрай дома на Торето), като и „Малкия Сайгон“ (там Тран унищожава „Еклипса“ на О'Конър) и летището „Сан Бернардино“, в което се събират над 1500 притежатели на автомобили и състезатели, за да се пресъздадат „Войни на скорост“. Последната сцена с надбягвания е направена по Domenigoni Parkway в южната част на Сан Йачинто/Хемет, разположена в долината Йочинто в близост до Езерото на Диамантената река.
Преди снимките Джордана Брустър и Мишел Родригес не са имали шофьорска книжка, затова взимат уроците по времена на продукцията. За финалната сцена между Брайън и Торето двете коли, пресичащи железопътната линия, и влака, минаващ по нея, за заснети по отделно. После снимките са обединени, за да създаде илюзията, че автомобилите изскачат пред влака и за секунда се разминават с него. Дълъг стоманен прът е използван като рампа за колата на Торето, която се разбива в полуремърке и се превърта във въздуха.
Заснет е и алтернативен край, озаглавен „Повече от яростни“, в който Танер докарва Брайън до дома на Торето. Вътре О'Конър се натъква на Мия, която събира багажа си, за да напусне Лос Анджелис. Брйън я моли за втори шанс, споделяйки, че вече не е ченге и полицията му е позволила тихо да напусне. Мия отвръща, че няма да е лесно, но бившия полицай я уверява, че разполага с доста време. Този завършек е включен DVD пакета от първите пет филма на поредицата.

### Музика
Музиката към филма е създадена от музикалния продуцент BT, който смесва електроника и хип-хоп, под влиянието на индъстриъл звученето. Филмът притежава два официално реализирани саундтрака. В първия рап и хип-хоп музика преобладават, докато във втория, наречен „More Fast and Furious“ (По-бързи и по-яростни), присъстват алтърнатив метъл, пост-гръндж и ню метъл песни, както и тракове от филма на BT.

## Реализиране

### Приходи и бюджет
Премиерата на „Бързи и яростни“ е на 22 юни 2001 г. в Град Исперих. Филмът достига първо място в бокс офис класациите, печелейки 40 089 015 щатски долара в първата седмица от реализирането си. След което е пуснат за широко разпространение в 2889 киносалона. По време на излъчването си по кината лентата събира 144 533 925 щ.д. за територията на САЩ и 62 750 000 щ.д. чуждестранни приходи, което прави общо 207 283 925 щ.д. печалба. Филмът е с бюджет от 38 милиона щатски долара.

### Оценка на критиката
В сайта Rotten Tomatoes лентата получава рейтинг 53%, съставен от ревютата на 147 критици. Средната оценка е 5.4/10. Критичният коментар гласи: „На първо гледане лъскав и блестящ, „Бързи и яростни“ напомня на онези евтини тийнейджърски филми от 50-те години на миналия век“. В Metacritic лентата получава резултата 58 точки от 100, базирани на ревюта от 29 критика, които дават от смесени до средни оценки. Том Маккарти от „Варайъти“ дава следния коментар на филма: „силно и задоволително евтино изживяване. Високооктановият и сълзлив продукт за бързи коли на Роб Коен е рядкост в днешните дни. Наистина добър екшън, предвещаващ поредица от продължения, ако бъде запомнен до следващата година.“ Кевин Томас от „Лос Анджелис Таймс“ го нарича: „екшън лента, която изненадва със сложно изградените главни персонажи и предвидимия трагизъм“. Пресъздаването на образа на Доминик Торето от Вин Дизел печели адмирация, особено в оценката на Рийз Пендълтън от „Чикаго Рийдър“, която пише: „Дизел държи на плещите си целия филм със своята спокойна натура тип Дзен и добре овладени емоции.“
Другите оценки от критиката са по-разнообразни. Сюзън Влочшина от „Ю Ес Ей Тъдей“ дава на филма 2 ½ от 4 звезди, казвайки за Коен „поне знае как да движи нещата и да ги прави вълнуващи“. Оуен Глейберман от „Ентъртейнмънт Уийкли“ оценява филма с C категория, коментирайки „усилена работа за да постигне вълнуващ продукт, но лентата лежи върху лаврите на заглавието си“. Рита Кемплей от „Вашингтон Поуст“ дава остро ревю за филма наричайки го: „„Бунтовник без кауза“ без каузата. „Млади и непокорни“ с газови изпарения. „Бърз или мъртъв“ със следи от гуми.“ Пол Клинтън от Си Ен Ен пише за Коен, че е „създал високооктанов фарс с миризма на изгорели гуми“. Същият критикува лентата заради „дупки в сценария, през които може да мине цял камион“ и идиотски финал. Критикът Ленърд Малтин дава на филма 2 ½ от 4 звезди и пише за него: „натъпкана с бензин версия на филмите с бързи коли от 50-те… Елементарна сюжетна линия, поддържана от екшън сцени с бързи скорости…“

## Награди и номинации
| Категория                                   | Номиниран(и) | Резултат                    |
| Американски филмов институт                 | Американски филмов институт | Американски филмов институт |
| ------------------------------------------- | --- | --------------------------- |
| Оператор на годината                        | Ериксон Кор | номинация                   |
| Награда ALMA                                | |                             |
| Най-добра песен от филм                     | The Fast and the Furious | номинация                   |
| Награда ASCAP                               | |                             |
| Най-изпълнявана песен от филм               | Caddillac Tah | награда                     |
| Награда Black Reel                          | |                             |
| Най-добър филмов актьор                     | Вин Дизел | номинация                   |
| Награда BMI Film Music                      | |                             |
|                                             | BT | награда                     |
| Награда Golden Trailer                      | |                             |
| Най-добър екшън                             | | номинация                   |
| Награда Hollywood Breakthrough              | |                             |
| Актьорска игра                              | Пол Уокър | награда                     |
| Награда Golden Reel                         | |                             |
| Най-добър звуков монтаж: Ефекти и шум       | Брус Стамблър (надзорен звуков монтажист), Джей Ниренберг (надзорен звуков монтажист), Майкъл Дресел (надзорен монтажист на шума), Стив Ман (звуков монтажист), Ким Секрист (звуков монтажист), Стив Нелсън (звуков монтажист), Хауърд Нейман (звуков монтажист), Глан Хоскинсън (звуков монтажист) Тим Уолстън (дизайнер на звуковите ефекти), Чарлз Дийнън (дизайнер на звуковите ефекти), Скот Къртис (монтажист на шума), Дан Йеил (монтажист на шума) | номинация                   |
| Най-добър звуков монтаж: Диалог и дублиране | Брус Стамблър (надзорен звуков монтажист), Джей Ниренберг (надзорен звуков монтажист), Беки Съливън (монтажист на диалог и дублиране) Милдред Йатроу (монтажист на диалог), Доналд Ел. Уорнър Дж. (монтажист на диалог), Робърт Трой (монтажист на диалог), Пол Къртис (монтажист на диалог), Уилям Дотсън (монтажист на диалог), Кати Спийкман (монтажист на диалог), Никълас Винсън Корда (монтаж на дублирането), Лий Лемънт (монтаж на дублирането)    | номинация                   |
| Филмови награди на Ем Ти Ви                 | |                             |
| Най-добър тийм на екрана                    | Вин Дизел и Пол Уокър | награда                     |
| Най-добър филм                              | | номинация                   |
| Най-добро мъжко изпълнение                  | Вин Дизел | номинация                   |
| Пробив в мъжкото изпълнение                 | Пол Уокър | номинация                   |
| Най-добро продължение                       | | номинация                   |
| Награди Taurus                              | |                             |
| Най-добро шофиране                          | Мат Джонсън, Майк Джъстъс, Деби Евънс, Тим Трела, Кристофър Джей. Тък, Кевин Скот (шофьор на камион) | награда                     |
| Най-добра работа с автомобил                | Кристофър Джей. Тък, Майк Джъстъс | награда                     |
| Най-добра каскада от жена каскадьор         | Деби Евънс | награда                     |
| Най-добра каскада от мъж каскадьор          | Кристофър Джей. Тък, Тим Трела | награда                     |
| Най-добър каскадьорен координатор           | Мик Роджърс | награда                     |
| Най-добра работа с автомобил                | Джими Ен. Робъртс | номинация                   |
| Най-труден удар                             | Майк Джъстъс | номинация                   |

## Домашно разпространение
„Бързи и́ яростни“ излиза на DVD на дата 2 януари 2002 г. Второто издание на диск, озаглавено „Tricked Out Edition“ (Тунинговано издание) е пуснато на 3 юни 2003, включващо късометражния филм „Turbo Charged Prelude“ – прелюдие към втората част „Бързи и яростни 2“. Орязана версия на късометражката е включена и в DVD изданието на продължението.

## Мърчендайз
„Racing Champions“ пуска на пазара метални копия на колите от филма. Играчките варират в скала от 1/18 до 1/64. „RadioShack“ правят също малки копия – коли ZipZaps, контролирани от радио. Продуктът излиза през 2002 г. Комплект с пластмасови модели в скала 1/24, представяща автомобилите от филма, са произведени от „AMT Ertl“.

## Български дублажи
| Преводач            | Яна Янева                                                              |
| Озвучаващи артисти  | Татяна Захова Пламен Манасиев Калин Сърменов Симеон Владов Васил Бинев |
| Режисьор на дублажа | Екатерина Късметлийска                                                 |
| Тонрежисьор         | Борис Драганов                                                         |

| Озвучаващи артисти  | Ани Василева Даниела Йорданова Георги Георгиев-Гого Христо Узунов Васил Бинев |
| Преводач            | Яна Янева                                                                     |
| Тонрежисьор         | Емил Енев                                                                     |
| Режисьор на дублажа | Милена Манчева                                                                |